# Gruppi etnici dell'Europa
Per gruppi etnici europei o popoli europei si intendono i vari gruppi etnici presenti sul continente europeo, sia quelli presenti da tempi storici che quelli di immigrazione più recente.

## Popoli indigeni

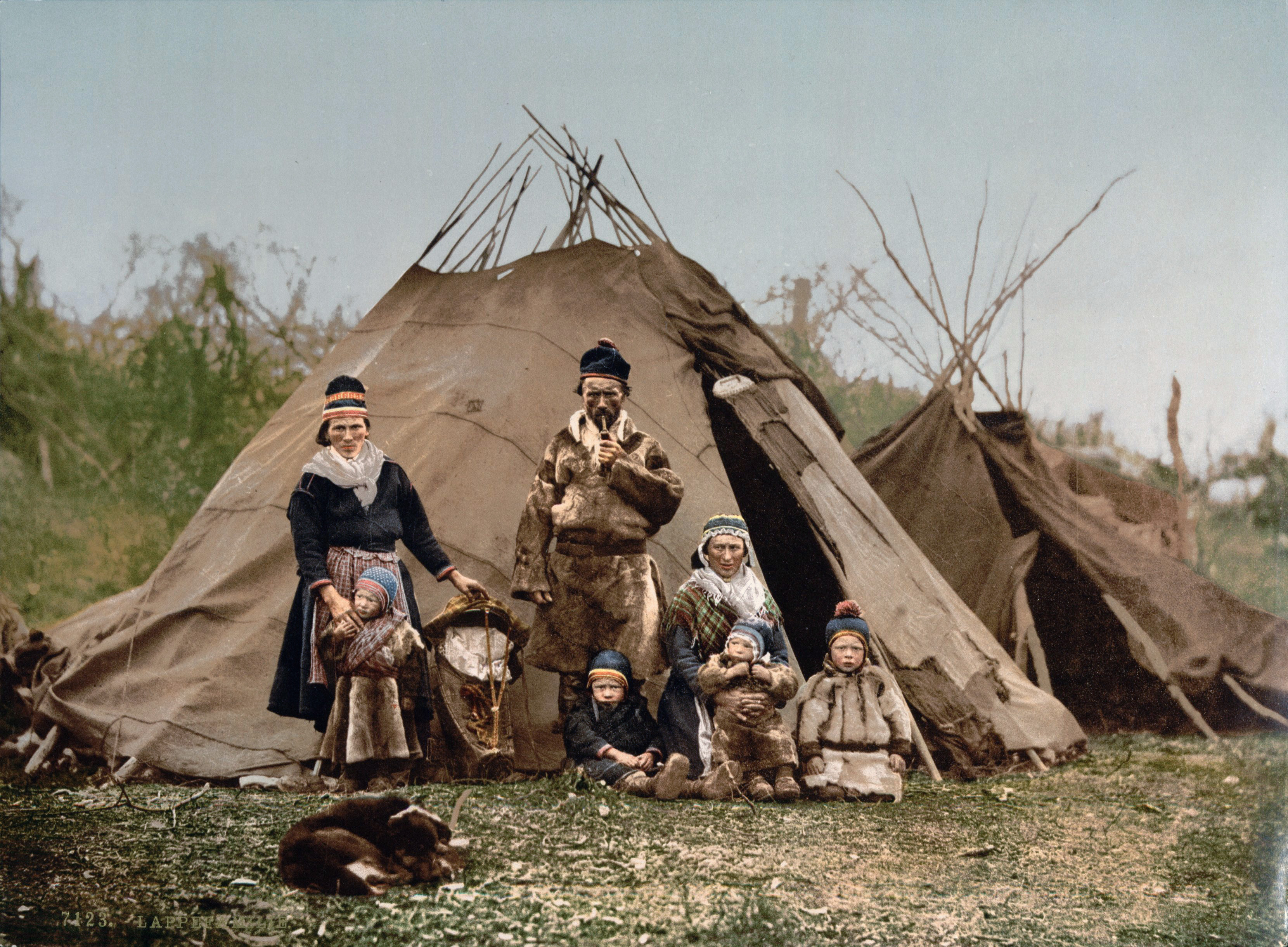
Una famiglia sami della Scandinavia settentrionale (1900 ca.)

I popoli indigeni d'Europa sono quei popoli identificati come popoli indigeni nell'accezione tradizionale del termine ossia gruppi etnici minoritari.
Pochi sono i popoli indigeni dell'odierna Europa, per lo più confinati nel nord e nelle estreme zone orientali della penisola eurasiatica. Sebbene ci siano molte minoranze etniche in Europa, poche sono quelle che mantengono tratti culturali tradizionali e potrebbero essere quindi indicati come popoli indigeni.
Attualmente possono essere considerati popoli indigeni europei i baschi, i sardi, i sami (Scandinavia settentrionale), i nenci e altri popoli samoiedici (Siberia e del nord della Russia) e i komi (Urali occidentali).

## Maggiori gruppi etnici per ogni stato
| Paese                     | Etnia maggioritaria | Percentuale | Maggioranze regionali | Minoranze |
| Albania                   | Albanesi            | 99%         | | Arumeni, Bulgari, Greci, Macedoni, Rom 1% |
| Armenia                   | Armeni              | 98%         | | Yazidi 1,2%, Russi 0,4%, Assiri 0,1%, Curdi 0,1% altri: Greci, Ucraini, Georgiani (cens, 2011). |
| Austria                   | Austriaci(Tedeschi) | 92%         | | Slavi meridionali 4% (Croati del Burgenland, Sloveni della Carinzia, Croati, Sloveni, Serbi e Bosgnacchi), Turchi 1,6%, Magiari 1,0%, altri o etnia non specificata: 1,4%. (cens. 2001) |
| Azerbaigian               | Azeri               | 92,2%       | Lesghi 2% (Nord del paese) | Armeni, Russi, Talisci, Avari, Turchi, Tatari, Ucraini. |
| Bielorussia               | Bielorussi          | 83,7%       | | Russi 8,3%, Polacchi 3,1%, Ucraini 1,7% altri: 3,4%. (cens. 2009) |
| Belgio                    | Fiamminghi          | 58%         | - Valloni 31%, - Tedeschi (Eupen, Sankt Vith) 1% | origine mista o altri: (ossia Lussemburghesi, Europei Orientali o Meridionali, Africani e Asiatici, e Latino Americani) 10%. |
| Bosnia ed Erzegovina      | Bosgnacchi          | 50,11%      | - Serbi 30,78% - Croati 15,43% | altri: 2,73% (2013) |
| Bulgaria                  | Bulgari             | 84,8%       | Turchi 8,8% | Rom 4,9%, altri: 1,5% (Russi, Armeni, Arumeni, e Ucraini). (2011 cens.) |
| Croazia                   | Croati              | 90%         | | Serbi 4,5% altri: 5,9% (Albanesi, Bosgnacchi, Magiari, Sloveni, Cechi, Dalmati italiani, Tedeschi, Romeni e Rom). (cens. 2001) |
| Cipro (tranne Cipro Nord) | Greci               | 95%         | Turchi ciprioti | altri: arvaniti |
| Repubblica Ceca           | Cechi               | 68,6%       | (Compresi) - Moravi 4,9% | - Slovacchi 1,4%, - Ucraini 0,5% - Polacchi 0,6% - Tedeschi 0,3%, - Ungheresi 0,2%, - Russi 0,1%, - altri 26% (slesiani, rom, ruteni, rumeni, serbi, croati e altri). (cens. 2011) |
| Danimarca                 | Danesi              | 90%         | Faroesi (Fær Øer) | Scandinavi, Tedeschi, Frisoni altri: Europei, Groenlandesi |
| Estonia                   | Estoni              | 68,8%       | Estoni Svedesi | Russi del Baltico 25,1%, Ucraini 1,8%, Bielorussi 0,9%, Finlandesi 0,6%, altri: (Tedeschi del Baltico) 0,2%. (statistiche 2016) |
| Finlandia                 | Finlandesi          | 90,95%      | - Svedesi 5,44%, - Sami 0,1% | Russi 0,5%, Estoni 0,42%, (2008) |
| Francia                   | Francesi            | 67%         | - Corsi (Corsica) - Baschi (Labourd) - Catalani (Rossiglione, Cerdagna settentrionale) | Immigrati: Europei 7%, Maghrebini 7%, Subsahariani, Indocinesi, Asiatici, Latino-Americani e Polinesiani. Francesi di recente immigrazione (almeno un bisnonno):33%. |
| Georgia                   | Georgiani           | 83,8%       | - Osseti (Ossezia) 1,5% - Abcasi (Abcasia) 1,5% | Azeri 6,5%, Armeni 5,7%, Russi 1,5%, altri: 0,5% (2006). |
| Germania                  | Tedeschi            | 81%         | - Bavaresi (Baviera) - Danesi (Schleswig-Holstein) - Svevi (Svevia) - Sassoni (Sassonia, Sassonia-Anhalt) - Frisoni (Frisia) - Sorbi (Lusazia) - Slesiani (Slesia) - Polacchi | Tedeschi di recente immigrazione (inclusi i tedeschi ritornati in patria e persone solo parzialmente discendenti da immigrati): 10%; Immigrati: 9% (Turchi 2,1%, non-Europei dal 2 al 5%. altri 6,7%)                                                                                      |
| Grecia                    | Greci               | 98%         | (Compresi) - Albanesi (arvaniti) | altri: Arumeni, Meglenorumeni, Turchi, Macedoni e Pomacchi 2%. (2010) |
| Islanda                   | Islandesi           | 92,4%       | | immigrati: prevalentemente Polacchi, Russi, Greci, Portoghesi e Filippini 7,6%. |
| Irlanda                   | Irlandesi           | 87,4%       | | altri: Europei (in gran parte Lettoni, Polacchi e Ucraini) 7,5%, Asiatici 1,3%, Neri 1,1% origine mista: 1,1% etnia non specificata: (Scozzesi dell'Ulster e Pavee) 1,6%. (cens. 2006) |
| Italia                    | Italiani            | 91,7%       | - Tedeschi (Südtirol) - Sardi (Sardegna) | Minoranze linguistiche d'Italia (Sardi, Friulani, Arbëreshë, Catalani, Francoprovenzali, Grecanici, Ladini e Sloveni) immigrati: Europei (specialmente Rumeni, Albanesi, Ucraini e Polacchi) 4%, Arabi 1% altri: (Cinesi, Filippini, Indiani, Africani di colore e Latino-americani) 2,5%. |
| Kazakistan                | Kazaki              | 63,1%       | Russi 23,7% | Uzbeki, Ucraini, Uiguri, Tatari, Tedeschi del Volga. |
| Kosovo                    | Albanesi            | 97,5%       | Serbi 1,5% | altri: 1% (Bosgnacchi, Gorani, Rom, Turchi e Ashkali e Egiziani). |
| Lettonia                  | Lettoni             | 62,1%       | Russi del Baltico 26,9% (zone costiere) | Bielorussi 3,3%, Ucraini 2,2%, Polacchi 2,2%, Lituani 1,2%, Livoni 0,1% altri: 2% (2011) |
| Lituania                  | Lituani             | 83,5%       | | Polacchi 6,74%, Russi 6,31%, Bielorussi 1,23% altri: Tatari di Lipka 2,27%, Ebrei 0,01%. (cens. 2001) |
| Macedonia del Nord        | Macedoni            | 64%         | - Albanesi 25,2%, | Turchi 4%, Rom 2,7%, Serbi 1,8% altri: Greci, Rumeni e Croati 2,2%. (cens. 2002) |
| Malta                     | Maltesi             | 95,3%       | | |
| Moldavia                  | Moldavi (Romeni)    | 76%         | - Ucraini 8,4% (zone di confine) - Gagauzi 4,4% (Gagauzia) | Russi 5,9%, Rumeni 2,1%, Bulgari 1,9%, altri: 1,3%. (cens. 2004) |
| Montenegro                |                     |             | - Montenegrini 44,98% - Serbi 28,73% | Bosgnacchi 8,65%, Albanesi 4,91% altri: (Croati, Greci, Rom e Macedoni) 12,73%. (cens. 2011) |
| Paesi Bassi               | Olandesi            | 77,9%       | Frisoni 3% (Frisia) | immigrati: cittadini dell'Unione europea 5%, Indonesiani 2,2%, Turchi 2,3%, Surinamesi 2,1%, Marocchini 2,3%, abitanti delle Antille Olandesi e di Aruba 0,9% altri: 4,8% Madrelingua frisoni: 0,01% (stima 2008)                                                                          |
| Cipro Nord                | Turchi ciprioti     | 98%         | Greci | |
| Norvegia                  | Norvegesi           | 85-87%      | Sami 1.2 - 2,5% (nord del paese) | Polacchi 1,4% Discendenti di immigrati da circa 219 paesi formano il 12% della popolazione (soprattutto Svedesi, Pakistani, Somali, Iracheni, Arabi e Curdi, Vietnamiti, Tedeschi e Lituani) (2012)                                                                                        |
| Polonia                   | Polacchi            | 97%         | | Tedeschi 0,4%, Bielorussi 0,1%, Ucraini 0,1% altri o etnia non specificata: (ossia Slesiani, Lituani prussiani e Casciubi) 2,7% circa 5,000 Ebrei polacchi risiedono nel paese (cens. 2002)                                                                                                |
| Portogallo                | Portoghesi          | 95%         | Madrelingua mirandesi 15.000~ (Distretto di Braganza) | altri: Europei cittadini UE (ossia Spagnoli, Britannici, Italiani, Francesi, Rumeni, Bulgari e Ungheresi); Europei cittadini non-UE (ossia Ucraini, Moldavi, Russi, Serbi e Croati); Africani da paesi PALOP; Brasiliani; Cinesi; Indiani; Rom 5%                                          |
| Regno Unito               | Britannici          | 87%         | (Inglesi: 57%, Scozzesi: 8,0%, Gallesi: 4,5%, Nord irlandesi: 2,8%. Inoltre anche Cornici, Mannesi, Rom e abitanti delle isole del Canale). Sono inclusi gli abitanti di Gibilterra. | Britannici di colore, Britannici asiatici (spesso persone del Sud-Est Asiatico o del subcontinente Indiano), Cinesi... altri: cittadini del Commonwealth e altri Europei. |
| Romania                   | Romeni              | 89,5%       | - Ungheresi 6,6% - Rom 2,5% - Tedeschi 0,3% | Ucraini 0,3%, Russi 0,2%, Turchi 0,2%, altri: 0,4% Ebrei: 0,1%. (cens. 2002) |
| Russia                    | Russi               | 80%         | - Tatari 3,9% (Tatarstan) - Ciuvasci 1% (Ciuvascia) - Ceceni 1% (Cecenia) - Osseti 0,4% (Ossezia Settentrionale-Alania) - Cabardi 0,4% (Cabardino-Balcaria) - Ingusci 0,3% (Inguscezia) - Calmucchi 0,1% (Calmucchia) | Ucraini 2,3%, Baschiri 1,2%, Armeni 0,9%, Avari 0,7%, Bielorussi 0,5%, Mordvini 0,5%, Georgiani 0,4%, Ebrei 0,3%, Tedeschi 0,3%, Kazaki 0,1%, Coreani 0,1%, Greci 0,1%, altri: 2,6% etnia non specificata: ca. 2,9% (cens. 2010. I dati del censimento includono la Russia Asiatica).      |
| Serbia                    | Serbi               | 83%         | | Ungheresi 3,9%, Rom 1,4%, Slavi meridionali 1,1%, Bosgnacchi 1,8%, Montenegrini 0,9% altri: 8% (soprattutto Macedoni, Slovacchi, Rumeni di Voivodina, Croati, Ruteni, Bulgari, Tedeschi, Albanesi e altri (cens. 2002)                                                                     |
| Slovacchia                | Slovacchi           | 80,7%       | Ungheresi in Slovacchia 8,5% (Sud del paese) | Rom 2%, Ruteni/Ucraini 0,7% altri o di etnia non specificata 7,11%. (2011 cens.) |
| Slovenia                  | Sloveni             | 83,1%       | | Serbi 2%, Croati 1,8%, Bosgnacchi 1,1%, altri (Dalmati Italiani, Tedeschi, Ungheresi e Rumeni) o di etnia non specificata 12%. (2002 cens.) |
| Spagna                    | Spagnoli            | 74%         | - Catalani 16,9% (Catalogna) - Galleghi 6,4% (Galizia) - Baschi 1,6% (Paesi Baschi) È da notare che le percentuali si riferiscono al numero di persone facenti parte delle comunità linguistiche, quindi oltre alle persone etnicamente spagnole, catalane, galleghe e basche sono inclusi anche gli stranieri o le persone di altre etnie parlanti le lingue dei rispettivi gruppi etnici (in ordine spagnoli, catalani, galleghi e baschi) | Gitani, Ebrei, Latino Americani, Rumeni, Nord Africani, Sub-sahariani, Cinesi, Filippini, Arabi, altri... |
| Svezia                    | Svedesi             | 73%         | - Finlandesi/Tornedaliani (Tornedalen) - Sami (Lappland) | Immigrati di prima o seconda generazione: Finlandesi, Jugoslavi, Danesi, Norvegesi, Siriani, Russi, Greci, Turchi, Iraniani, Iracheni, Pakistani, Somali, Thai, Coreani e Cileni. |
| Svizzera                  | Tedeschi            | 64,5%       | - Francesi 22,6% (Svizzera romanda) - Italiani 8,3% (Svizzera italiana) - Romanci 0,5% (Canton Grigioni) | Immigrati: Balcanici (Serbi, Croati, Bosgnacchi or Albanesi) 6%, Italiani 4%, Portoghesi 2%, Tedeschi 1,5%, Turchi 1%, Spagnoli 1% e Ucraini 0,5%. |
| Turchia                   | Turchi              | 75%         | Curdi 18% (Kurdistan settentrionale) | Circassi, Zaza, Laz, Greci, Armeni, Ebrei, Assiri, Albanesi, Bulgari, Bosgnacchi, Arabi, Uzbeki : totale 7%. |
| Ucraina                   | Ucraini             | 77,8%       | Russi 17,3% | Bielorussi 0,6%, Moldavi 0,5%, Tatari di Crimea 0,5%, Bulgari 0,4%, Ungheresi 0,3%, Rumeni 0,3%, Polacchi 0,3%, Ebrei 0,2%, Armeni 0,1% altri: 1,8%. (2001 cens.) |
| Ungheria                  | Magiari             | 93,2%       | | Rom 1,9%, Tedeschi 0,6%, altri (Croati, Rumeni, Bulgari, Turchi e Ruteni) o etnia non conosciuta: 4,6% (cens. 2001) |